# Skoczów Bajerki
Skoczów Bajerki – przystanek kolejowy w Skoczowie w województwie śląskim, w Polsce.

## Ruch pasażerski
| Rok  | Wymiana pasażerska na dobę |
| ---- | -------------------------- |
| 2017 | –                          |
| 2022 | 20-49                      |

## Historia
Przystanek został wybudowany w ramach modernizacji tras kolejowych Chybie-Skoczów-Goleszów-Wisła/Cieszyn. Został zlokalizowany przy przejeździe kolejowo-drogowym przy ulicy Góreckiej. Prace budowlane rozpoczęto w sierpniu 2020 roku. Budowa obiektu został zakończona w listopadzie. Na przystanku została zainstalowana wiata, ławki oraz stojaki dla rowerów. Do miejsca poprowadzono chodnik od strony ulicy Góreckiej. Przystanek jest dostosowany do potrzeb podróżnych o ograniczonych sprawnościach ruchowych.